# دیگرروزنان
دیگرروزنان (Heterotremata) کلادی از خرچنگ‌ها هستند که در آن‌ها روزنه‌های جنسی در ماده بر روی جناغ قرار دارد اما در نر بر روی پاها. دیگرروزنان دربرگیرنده ۶۸ خانواده در ۲۸ بالاخانواده می‌شوند.